# Gérald Guennelon
Gérald Guennelon, né le 22 juin 1967 à Chamonix (Haute-Savoie), est un joueur et entraîneur de hockey sur glace. Il est directeur technique national de la Fédération française de hockey sur glace de mai 2007 à décembre 2018.

## Biographie

### Jeunesse
Gérald Guennelon naît le 22 juin 1967 à Chamonix (dans le département de la Haute-Savoie en France). Il est le fils de l'ancien joueur Jean-Claude Guennelon (ancien joueur du Chamonix Hockey Club ayant aussi participé à six championnats du monde de 1961 à 1973),

## Carrière de joueur
Gérald Guennelon participe à deux jeux olympiques d'hiver, à Albertville en 1992 et Lillehammer en 1994. Il est quatre fois champion de France en tant qu'athlète (deux fois avec Grenoble et deux fois avec Reims) et une fois en tant qu'entraîneur en 2007. Il est aussi sélectionné pour six championnats du monde au sein de l’équipe de France.

## Carrière d'entraîneur
Il entraîne les Brûleurs de loups de Grenoble de la Ligue Magnus de 2003 à 2007. Guennelon amène l'équipe grenobloise en demi-finale des séries éliminatoires 2006, ainsi qu'au championnat des séries 2007, contre les Pingouins de Morzine-Avoriaz. Les Grenoblois remportent avec lui le titre de champions.  
Il occupe par la suite le poste de manager général de l'équipe de France U18 avant de devenir directeur technique national au sein de la Fédération française de hockey sur glace, poste qu'il occupe de 2007 à 2018.
Il rejoint Lyon à compter de la saison 2019-2020 en tant que directeur général. Il est également le coach de l'équipe du club, avec pour assistant Éric Medeiros, assistant entraîneur depuis 2014, qui devient ensuite entraîneur principal, tandis que Guennelon passe au poste de manager général. Il souhaite développer le hockey chez les jeunes en mettant en place un centre de formation. 
À la suite du dépôt de bilan du LHC, il travaille sur le projet de reconstruction du club avec à terme comme objectif la remontée en Ligue Magnus, et la mise en place d'une structure de formation pour les jeunes joueurs de Lyon. Prévu sur plusieurs années, le projet comprend la formation d'une équipe de Division 3 pour la saison 2020-2021, ayant comme objectif la remontée en Division 2, en Division 1 et enfin en Ligue Magnus. En parallèle de la direction du projet sportif de Lyon, il est aussi affilié au ministère de la Jeunesse et des sports, comme avant son arrivée au club de Grenoble en tant qu'entraîneur.

## Statistiques
| Saison    | Équipe       | Ligue           |    | Saison régulière | Saison régulière | Saison régulière | Saison régulière | Saison régulière |   | Séries éliminatoires | Séries éliminatoires | Séries éliminatoires | Séries éliminatoires | Séries éliminatoires |
| Saison    | Équipe       | Ligue           | PJ | B                | A                | Pts              | Pun              | PJ               | B | A                    | Pts                  | Pun                  |                      |                      |
| 1986-1987 | Chamonix HC  | Nationale 1A    | -  | -                | -                | -                | -                |                  |   |                      |                      |                      |                      |                      |
| 1988-1989 | CSG Grenoble | Nationale 1A    | 38 | 6                | 18               | 24               | 60               |                  |   |                      |                      |                      |                      |                      |
| 1989-1990 | CSG Grenoble | Nationale 1A    | 39 | 3                | 17               | 20               | 30               |                  |   |                      |                      |                      |                      |                      |
| 1990-1991 | CSG Grenoble | Ligue nationale | 27 | 6                | 9                | 15               | 40               | 10               | 1 | 2                    | 3                    | 14                   |                      |                      |
| 1991-1992 | Chamonix HC  | Élite           | 33 | 3                | 16               | 19               | 57               |                  |   |                      |                      |                      |                      |                      |
| 1992-1993 | Chamonix HC  | Nationale 1     | 26 | 6                | 7                | 13               | 32               |                  |   |                      |                      |                      |                      |                      |
| 1993-1994 | HC Amiens    | Nationale 1     | 20 | 3                | 18               | 21               | 38               | 12               | 1 | 3                    | 4                    | 28                   |                      |                      |
| 1994-1995 | CSG Grenoble | Élite           | 20 | 1                | 6                | 7                | 40               | 3                | 0 | 0                    | 0                    | 6                    |                      |                      |
| 1995-1996 | CSG Grenoble | Élite           | 21 | 2                | 8                | 10               | 24               | 7                | 0 | 7                    | 7                    | 6                    |                      |                      |
| 1996-1997 | CSG Grenoble | Nationale 1A    | 31 | 3                | 7                | 10               | 46               | 8                | 1 | 0                    | 1                    | 14                   |                      |                      |
| 1997-1998 | CSG Grenoble | Élite           | 46 | 3                | 23               | 26               | 96               |                  |   |                      |                      |                      |                      |                      |
| 1998-1999 | HC Reims     | Élite           | 36 | 6                | 12               | 18               | 62               |                  |   |                      |                      |                      |                      |                      |
| 1999-2000 | HC Reims     | Élite           | 25 | 2                | 10               | 12               | 29               |                  |   |                      |                      |                      |                      |                      |
| 2000-2001 | HC Reims     | Élite           | 20 | 5                | 6                | 11               | -                | 11               | 2 | 7                    | 9                    | -                    |                      |                      |
| 2001-2002 | HC Reims     | Élite           | -  | 4                | 17               | 21               | -                |                  |   |                      |                      |                      |                      |                      |